# Jonathan Bailey
Jonathan Stuart Bailey (Benson, Oxfordshire; 25 d'abril del 1988) és un actor anglès. Va començar com a actor infantil a les produccions de la Royal Shakespeare Company de Cançó de Nadal i King John. Des de llavors, ha protagonitzat, entre d'altres, l'obra de David Hare South Downs, per la qual va ser nominat als Evening Standard Theatre Awards com a Outstanding Newcomer el 2012, així com la reposició al West End de Company, per la qual va guanyar el premi Laurence Olivier 2019 al millor actor de repartiment en un musical.
El treball de Bailey a la pantalla inclou la sèrie d'aventures Leonardo de la CBBC (2011-12), el drama criminal de la ITV Broadchurch (2013-15), la comèdia de situació de la BBC Two W1A (2014-17) i la minisèrie de Channel 4 Crashing (2016). Des de 2020, interpreta el vescomte Anthony Bridgerton al drama d'època de Netflix Bridgerton.

## Primers anys i educació
Bailey, és el petit de quatre fills i únic fill de l'antic director gerent de Rowse Honey, Stuart Bailey, va néixer al poble d'Oxfordshire de Benson.
Bailey va decidir que volia ser actor als cinc anys després de veure una producció teatral d'Oliver!. Va fer ballet i va assistir al club de dansa de Henley-on-Thames, a través del qual es va presentar a una audició i va aconseguir un paper alternatiu en la producció del 1995 de la Royal Shakespeare Company de Cançó de Nadal al Barbican Theatre de Londres, quan tenia uns set anys.
Va assistir a l'escola primària local Benson C of E i després va completar els seus nivells A al Magdalen College School d'Oxford. Finalment, va ajornar la seva admissió a l'Open University i va continuar treballant a temps complet.

## Carrera d'actuació

### Cinema i televisió
El 2011, Bailey va interpretar Leonardo da Vinci a la sèrie de la BBC Leonardo i va passar a actuar al costat de Sarah Alexander en la comèdia de la BBC Me and Mrs. Jones.
El setembre de 2014, va aparèixer a l'episodi de la sèrie 8 de Doctor Who "Time Heist". Bailey va interpretar el reporter Olly Stevens a la sèrie d'ITV Broadchurch. També va tenir un paper recurrent com Jack Patterson a la comèdia de la BBC Two W1A apareixent en les tres sèries del programa. També va tenir un dels papers principals a Crashing i va tenir un paper de convidat a Chewing Gum.
El 2019, va ser escollit per participar en l'adaptació dramàtica d'època de Netflix Bridgerton, produïda per Shonda Rhimes el 2020, com el vescomte Anthony Bridgerton, el germà gran dels Bridgerton i protagonista del segon lliurament de la sèrie.

### Teatre
Bailey va ser nominat al premi al millor actor revelació als Evening Standard Theatre Awards 2012 per la seva actuació a South Downs, de David Hare. Va interpretar el paper de Tim Price al musical American Psycho al costat de Matt Smith al Teatre Almeida de Londres el 2013.
El 2017, Bailey va aparèixer amb Ian McKellen, Sinéad Cusack i Dervla Kirwan a King Lear al Chichester Festival Theatre. El 2018, Bailey va formar part del repartiment de la segona reposició de West End de Company, interpretant Jamie (originalment escrit com a personatge femení, Amy). Per la seva interpretació, Bailey va guanyar el premi Laurence Olivier 2019 al millor actor de repartiment en un musical.
Bailey protagonitza amb Taron Egerton una producció de Cock, de Mike Bartlett, a l'Ambassadors Theatre de Londres el 2022.

## Premis i nominacions
| Premi                                 | Any  | Categoria                                              | Treball     | Resultat  | Ref.   |
| ------------------------------------- | ---- | ------------------------------------------------------ | ----------- | --------- | ------ |
| Premis de teatre Evening Standard     | 2012 | Nouvingut excepcional                                  | South Downs | Nominat   | [ 14 ] |
| Premis Laurence Olivier               | 2019 | Millor actor secundari en un musical                   | Companyia   | Guanyador | [ 3 ]  |
| Premis del Gremi d'Actors de Pantalla | 2021 | Actuació destacada d'un conjunt en una sèrie dramàtica | Bridgerton  | Nominat   | [ 21 ] |